# بطولة أمم أوروبا لكرة السلة 2017
بطولة أمم أوروبا لكرة السلة 2017 كانت النسخة الأربعون من بطولة أمم أوروبا، أقيمت في الفترة من 31 أغسطس حتى 17 سبتمبر 2017 في 4 دول مختلفة: فنلندا، إسرائيل، رومانيا وتركيا. حصل منتخب سلوفينيا على البطولة لأول مرة في تاريخه بعد أن تغلب في النهائي على منتخب صربيا.